# Naples (villa)
Naples es una villa ubicada en el condado de Ontario en el estado estadounidense de Nueva York. En el año 2000 tenía una población de 1,072 habitantes y una densidad poblacional de 424 personas por km².

## Geografía
Naples se encuentra ubicada en las coordenadas 42°36′58″N 77°24′9″O / 42.61611, -77.40250.

## Demografía
Según la Oficina del Censo en 2000 los ingresos medios por hogar en la localidad eran de $34,219, y los ingresos medios por familia eran $42,841. Los hombres tenían unos ingresos medios de $31,792 frente a los $34,107 para las mujeres. La renta per cápita para la localidad era de $21,563. Alrededor del 13.2% de la población estaban por debajo del umbral de pobreza.